# Sándor Bodnár
Sándor Bodnár (Budapest, 16 giugno 1890 – Budapest, 6 novembre 1955) è stato un calciatore ungherese, di ruolo attaccante.

## Carriera
Con la Nazionale ungherese prese parte alle Olimpiadi del 1912, dove segnò una rete.